# Северный (Кусинский район)
Северный — посёлок в Кусинском районе Челябинской области России. Входит в состав Злоказовского сельского поселения.

## География
Через посёлок протекает река Соловьёв. Расстояние до районного центра, Кусы, 11 км.

## Население
| 2002 | 2010 |
| ---- | ---- |
| 4    | ↘3   |

По данным Всероссийской переписи, в 2010 году численность населения посёлка составляла 3 человека (2 мужчин и 1 женщина).

## Улицы
Уличная сеть посёлка состоит из 1 улицы.